# Charlotte Court House
Charlotte Court House è un comune degli Stati Uniti d'America, situato nello Stato della Virginia, nella Contea di Charlotte, della quale è il capoluogo.